# Attila Korsós
Attila Korsós (ur. 25 grudnia 1971 w Győrze) – węgierski piłkarz występujący na pozycji pomocnika i napastnika, reprezentant kraju.

## Życiorys
Jest synem Istvána, który także był piłkarzem. Seniorską karierę rozpoczął w 1990 roku w Győri Rába ETO. W NB I zadebiutował 1 czerwca 1991 roku w przegranym 0:4 spotkaniu z Tatabányai Bányász SC i był to jego jedyny mecz w sezonie 1990/1991. W kolejnym sezonie rozegrał cztery ligowe mecze. W 1992 roku przeszedł do EMDSZ-Soproni LC. W sezonie 1992/1993 awansował z klubem do NB I. W 1995 roku jego klub spadł do NB II. W październiku tegoż roku odszedł z klubu, a miesiąc później podpisał kontrakt z Fehérvár Parmalat FC. W klubie tym występował do końca 1997 roku, rozgrywając w nim 59 meczów w lidze. Następnie przeszedł do Újpesti TE. 25 marca 1998 roku zadebiutował w reprezentacji w wygranym 3:2 towarzyskim meczu z Austrią. W sezonie 1997/1998 zdobył mistrzostwo kraju oraz wystąpił w finale Pucharu Węgier. W sezonie 1998/1999 wystąpił w dwumeczach z Zimbru Kiszyniów i Sturmem Graz w ramach eliminacji do Ligi Mistrzów UEFA. W lidze natomiast zdobył 13 goli. Po zakończeniu sezonu przeszedł do Austrii Salzburg. Z powodu kontuzji nie był tam podstawowym graczem, ponadto był stamtąd dwukrotnie wypożyczany: do Újpestu i Videotonu. W październiku 2002 roku na zasadzie wolnego transferu przeszedł do Videotonu. Po zakończeniu sezonu przeszedł do Gyirmót SE, z którym w ciągu dwóch sezonów awansował z czwartej do drugiej ligi. W sezonie 2008/2009 był grającym trenerem Győri Dózsa SE. Wówczas prowadzony przez niego klub zajął ostatnie miejsce w Megye II i spadł z ligi. W 2020 roku pełnił funkcję grającego trenera Ménfőcsanak ESK.

## Statystyki ligowe
| Sezon         | Klub                          | Liga       | Mecze | Gole |
| ------------- | ----------------------------- | ---------- | ----- | ---- |
| 1990/1991     | Győri Rába ETO                | NB I       | 1     | 0    |
| 1991/1992     | Győri Rába ETO                | NB I       | 4     | 0    |
| 1992/1993     | EMDSZ-Soproni LC              | NB II      | 24    | 4    |
| 1993/1994     | EMDSZ-Soproni LC              | NB I       | 19    | 0    |
| 1994/1995     | EMDSZ-Soproni LC              | NB I       | 20    | 3    |
| 1995/1996 (j) | EMDSZ-Soproni LC              | NB II      | 8     | 2    |
| 1995/1996     | Fehérvár Parmalat ′96 FC      | NB I       | 12    | 0    |
| 1996/1997     | Videoton FC Fehérvár          | NB I       | 31    | 9    |
| 1997/1998 (j) | Videoton FC Fehérvár          | NB I       | 16    | 5    |
| 1997/1998 (w) | Újpesti TE                    | NB I       | 16    | 5    |
| 1998/1999     | Újpest FC                     | NB I       | 28    | 13   |
| 1999/2000     | Austria Salzburg              | Bundesliga | 17    | 3    |
| 2000/2001 (j) | Újpest FC                     | NB I       | 9     | 3    |
| 2000/2001     | Videoton FC Fehérvár          | NB I       | 16    | 4    |
| 2001/2002     | Austria Salzburg              | Bundesliga | 12    | 2    |
| 2002/2003     | Videoton FC Fehérvár          | NB I       | 18    | 5    |
| 2005/2006     | Gyirmót SE                    | NB II      | 27    | 20   |
| 2006/2007     | Integrál-DAC                  | NB II      | 25    | 15   |
| 2020/2021 (j) | Sza-Bi Qualit-Ménfőcsanak ESK | NB III     | 1     | 0    |